# Jackson Caucaia
Francisco da Costa Menezes Jackson, genannt Jackson Caucaia, (* 21. Mai 1987 in Itabuna) ist ein brasilianischer Fußballspieler. Der Rechtsfüßer wird alternativ im defensiven oder zentralem Mittelfeld eingesetzt.

## Karriere
Jackson Caucaia startete seine Profilaufbahn 2008 beim unterklassigen Caucaia EC in seiner Heimatstadt. Nachdem er mehrmals die Klubs in unteren Ligen gewechselt hatte, kam der Spieler 2010 zu Atlético Mineiro nach Belo Horizonte. Mit diesem bestritt er Spiele in der höchsten brasilianischen Spielklasse. Sein Debüt gab er am 7. August 2010 im Spiel gegen Botafogo FR, als er in der 81. Minute eingewechselt wurde. Es schlossen sich vier weitere Einsätze an. 2011 startete er mit Atlético in der Staatsmeisterschaft von Minas Gerais und dem Copa do Brasil. Danach kam er zu keinen weiteren Einsätzen und wurde für die Saison 2012 an den Série C Klub Fortaleza EC ausgeliehen.
Fortaleza übernahm Jackson Caucaia ab 2013 vollständig. Bereits im nächsten ging er zum Ituano FC. Mit dem Klub lief er in der Staatsmeisterschaft von São Paulo auf. In dem Wettbewerb konnte man den FC Santos im Finale schlagen und Jackson Caucaia seinen ersten Titel feiern. Mit Ituano ging er danach auch in der Série D. Noch während der laufenden Saison wurde Caucaia an den CA Bragantino in die Série B ausgeliehen. Hier bestritt er ein Spiel sowie eines im nationalen Pokal.
Anfang 2015 war er wieder zurück bei Ituano und in der Campeonato Paulista. Nach Austragung des Wettbewerbs wurde Jackson Caucaia in die Série A an den CR Vasco da Gama nach Rio de Janeiro ausgeliehen. Die Leihe endete bereits im Sommer des Jahres und der Spieler wechselte fest von Ituano zu Náutico Capibaribe in die Série B. Anfang 2016 kam Jackson Caucaia durch einen erneuten Wechsel, zum Figueirense FC, zurück in die Série A. Mit dem Klub bestritt er seine ersten Spiele auf internationaler Klubebene. In der Copa Sudamericana 2016 lief er am 25. August 2016 gegen Flamengo Rio de Janeiro auf.
Nachdem Figueirense Ende der Série A 2016 in die Série B absteigen musste, verließ Jackson Caucaia den Klub. Er ging zum Ligakonkurrenten Ceará SC. Seit August 2018 war er ohne Kontrakt. Zu den Staatsmeisterschaften 2019 war er beim ABC Natal unter Vertrag. Nach einer Zwischenstation beim Ferroviário AC, bestritt er noch acht Spiele im Staatspokal von Ceará 2019 beim Caucaia EC.
Mit Abschluss des Staatspokals 2021 im November des Jahres musste Jackson Caucaia den Klub verlassen. Das Jahr 2022 hatte er kein Engagement. Im Dezember gab Audax Rio de Janeiro bekannt, dass der Spieler für den Klub in der Staatsmeisterschaft von Rio de Janeiro antreten soll. Nach der Austragung der Staatsmeisterschaft von Rio, ging der Spieler wieder zu Caucaia für die Austragung der Série D und den Staatspokal. Die Staatsmeisterschaft 2024 bestritt er wieder mit Audax. Seit deren Abschluss im April ist er ohne neue Anstellung.

## Erfolge
Ituano
- Staatsmeisterschaft von São Paulo: 2014

Ceará
- Staatsmeisterschaft von Ceará: 2017

Caucaia
- Staatspokal von Ceará: 2019